# Cocodrilos en alcantarillas

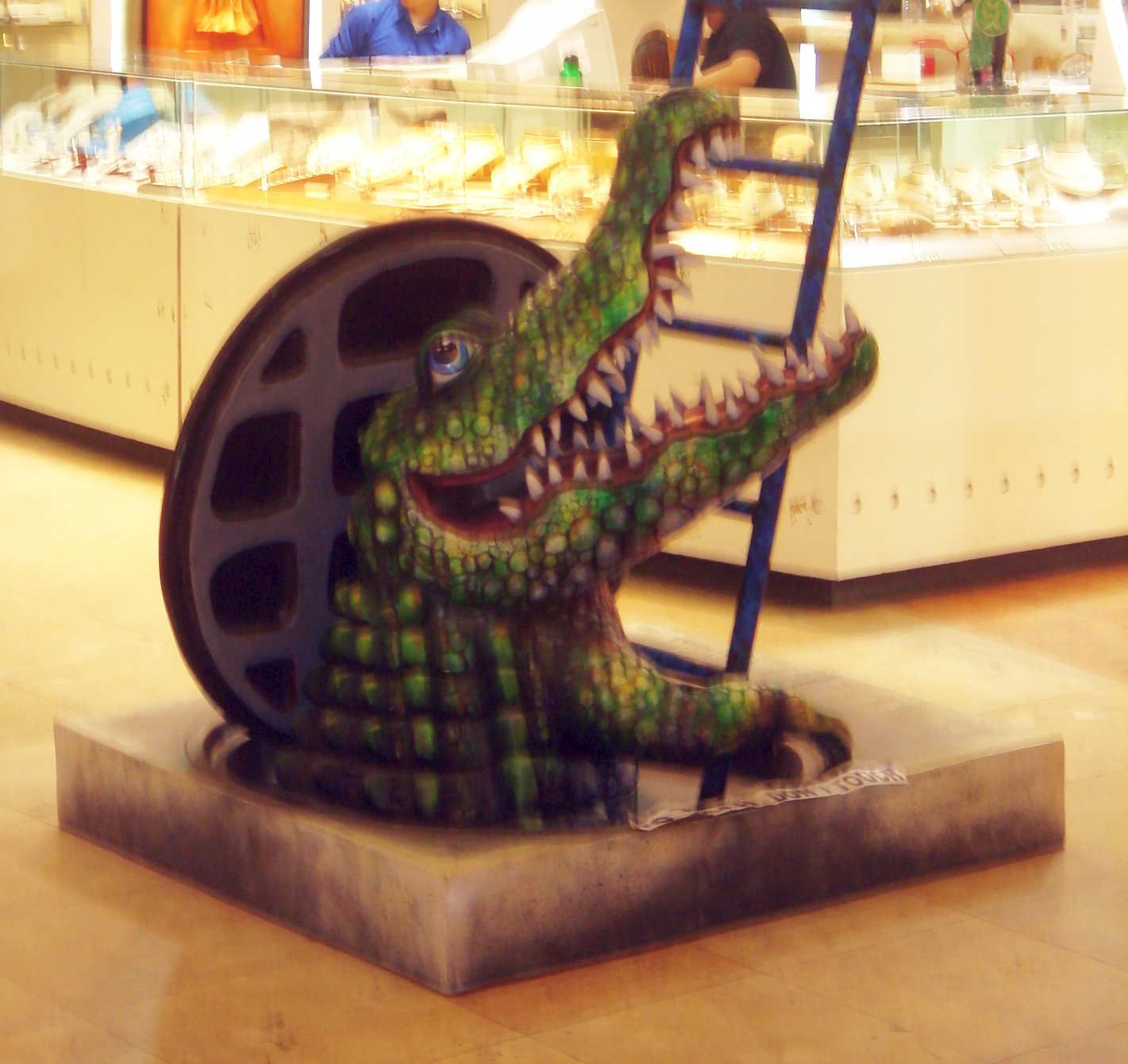
Modelo de cocodrilo de alcantarilla en un centro comercial.

Las leyendas urbanas sobre cocodrilos en las alcantarillas se remontan a finales de la década de 1920 e inicios de la década de 1930; en la mayoría de casos son parte de una leyenda urbana contemporánea. Se basan en relatos de observaciones de caimanes en ubicaciones bastantes inusuales, especialmente en la ciudad de Nueva York.

## La leyenda
Tras los reportes de caimanes en las alcantarillas en la década de 1930, la leyenda urbana creció con el paso del tiempo y se volvió una leyenda contemporánea. Muchas personas han cuestionado la veracidad de los relatos originales, algunas incluso sugiriendo que son ficticios y que fueron obra de Teddy May. Sin embargo, la historia del «Caimán de alcantarilla» de Nueva York es bien conocida y se han relatado varias versiones. 

### De Luisiana o Florida a Nueva York
La leyenda original cuenta que familias adineradas que regresaban de sus vacaciones en Florida o Luisiana traían consigo varios caimanes como mascotas para sus niños, ignorando las leyes de la ciudad de Nueva York. El marco temporal de este relato es bastante vago, pero probablemente se originó a fines de la década de 1930. Cuando los caimanes crecían y eran demasiado grandes para tenerlos, la familia se deshacía de estos arrojándolos al inodoro y tirando de la cadena.
Lo que sigue a continuación varía, la historia más usual es que los caimanes sobreviven, habitan en la alcantarilla y se reproducen, alimentándose de ratas y desperdicios, alcanzando grandes dimensiones y aterrorizando a los alcantarilleros. En el libro de Robert Daley El mundo bajo la ciudad (1959), él comenta que una noche un alcantarillero de Nueva York se aterró al ver un gran caimán albino nadando hacia el. Se le dio caza por varias semanas.
La revista The Journal of American Folklore dice sobre el tema de El mundo bajo la ciudad y «Caimanes en las alcantarillas»:

En 1959, El mundo bajo la ciudad fue publicado por Lippincott. Escrito por Robert Daley, es una historia de los problemas surgidos en el desarrollo de una red de servicios en la isla de Manhattan. Y entre las historias de problemas de ingeniería y acuerdos políticos, hay un capítulo titulado «Aligatores en las alcantarillas» (véase pp. 187–189). Este capítulo está basado en las entrevistas que el autor le hizo a Teddy May, quien fue Comisionado de Alcantarillas en Nueva York por treinta años.

Según May, los alcantarilleros informaron haber visto aligátores por vez primera en 1935, pero ni May ni otras personas les creyeron. «En su lugar, él puso hombres para supervisar a los alcantarilleros y halló como éstos obtenían whisky en los tubos». Sin embargo, los reportes persistentes, quizás incluyendo el artículo periodístico descubierto por Coleman, causaron que May bajara para averiguar por cuenta propia. Él confirmó que los reportes eran verdaderos. «El haz de luz de su linterna iluminó aligátores, cuya longitud promedio era de unos dos pies».
May inició una campaña de exterminio, empleando cebos envenenados y seguida por la inundación de los túneles laterales para desalojar a las bestias hacia las alcantarillas principales donde cazadores armados con fusiles calibre .22 estaban esperándolos. Anunció en 1937 que los aligátores habían sido eliminados. Las observaciones reportadas en 1948 y 1966 no fueron confirmadas.

Sin embargo, no hay mención sobre aligatores «albinos y ciegos», por lo que May sugiere que las crías de aligátores fueron lanzadas a desagües de agua de lluvia antes que «tiradas por el inodoro».

Hay una referencia adicional a los caimanes de alcantarilla en V., la primera novela de Thomas Pynchon. En la cual, a modo de leyenda, afirma que la tienda por departamentos Macy's los vendía en aquel entonces por 50 centavos de dólar. Eventualmente, los niños se aburrían de sus mascotas y las soltaban en las calles, así como también las arrojaban a los desagües. En lugar de cebos envenenados, les disparaban con escopetas. Benny Profane, uno de los personajes principales del libro, continúa cazándolos como trabajo a tiempo completo hasta reducir su población.

### Versiones que incluyen mutantes albinos
Algunas versiones van más allá, al sugerir que tras deshacerse del caimán a una edad tan temprana, este viviría la mayor parte de su vida en un ambiente sin luz solar, por lo que con el paso del tiempo probablemente perdería la vista y el pigmento de su piel, creciendo como un reptil albino, de color blanco y ojos rojos. Otra razón por la cual un caimán albino se refugiaría en un desagüe subterráneo es su vulnerabilidad ante el sol en la naturaleza, ya que al no tener melanina en su piel no podría protegerse del sol y le sería muy difícil sobrevivir.

### Relatos contemporáneos
Hay numerosos reportes recientes en los medios de comunicación sobre caimanes que ocupan desagües de agua de lluvia y tuberías de alcantarillado.
Sin embargo, los herpetólogos dudan que un desagüe sea un ambiente apto para cualquier caimán, ya que no podrían reproducirse. Este tipo de animales necesitan temperaturas tibias todo el año, al contrario del frío de los sistemas de alcantarillado.